# Raymundo López
José Lopes, mais conhecido como Raimundo Lopes (Taubaté, 13 de janeiro de 1915 – São José dos Campos, 28 de março de 1999)  foi um dramaturgo, novelista, roteirista, autor e escritor de telenovelas brasileiras. Iniciou a carreira no rádio, e nos anos 1960 transferiu-se para a TV. Ficou conhecido por criar as novelas Redenção em 1966 para a TV Excelsior e Pingo de Gente, 1971 para a TV Record.
Novelas para a TV:
1966/68 - Redenção - TV Excelsior
1968 - Legião dos Esquecidos - TV Excelsior
1971 - Pingo de Gente - TV Record           
1971 - Sol Amarelo - TV Record
1971 - Sublime redención - Telesistema Mexicano (adaptação de Redenção)
1978 - Gotita de gente (Pingo de Gente) - Televisa San Angél (México)
1982 - Destino - SBT
1982 - A Força do Amor - SBT
1982 - A Leoa - SBT
1982 - Conflito - SBT
1983 - Vida Roubada - SBT
1998 - Gotita de amor (Pingo de Gente) - Televisa San Angél (México)